# كلة بندان (أمجز)
کلة بندان (بالفارسية: کله بندان) هي قرية تقع في إيران في قسم أمجز الريفي.